# Колона Фоки

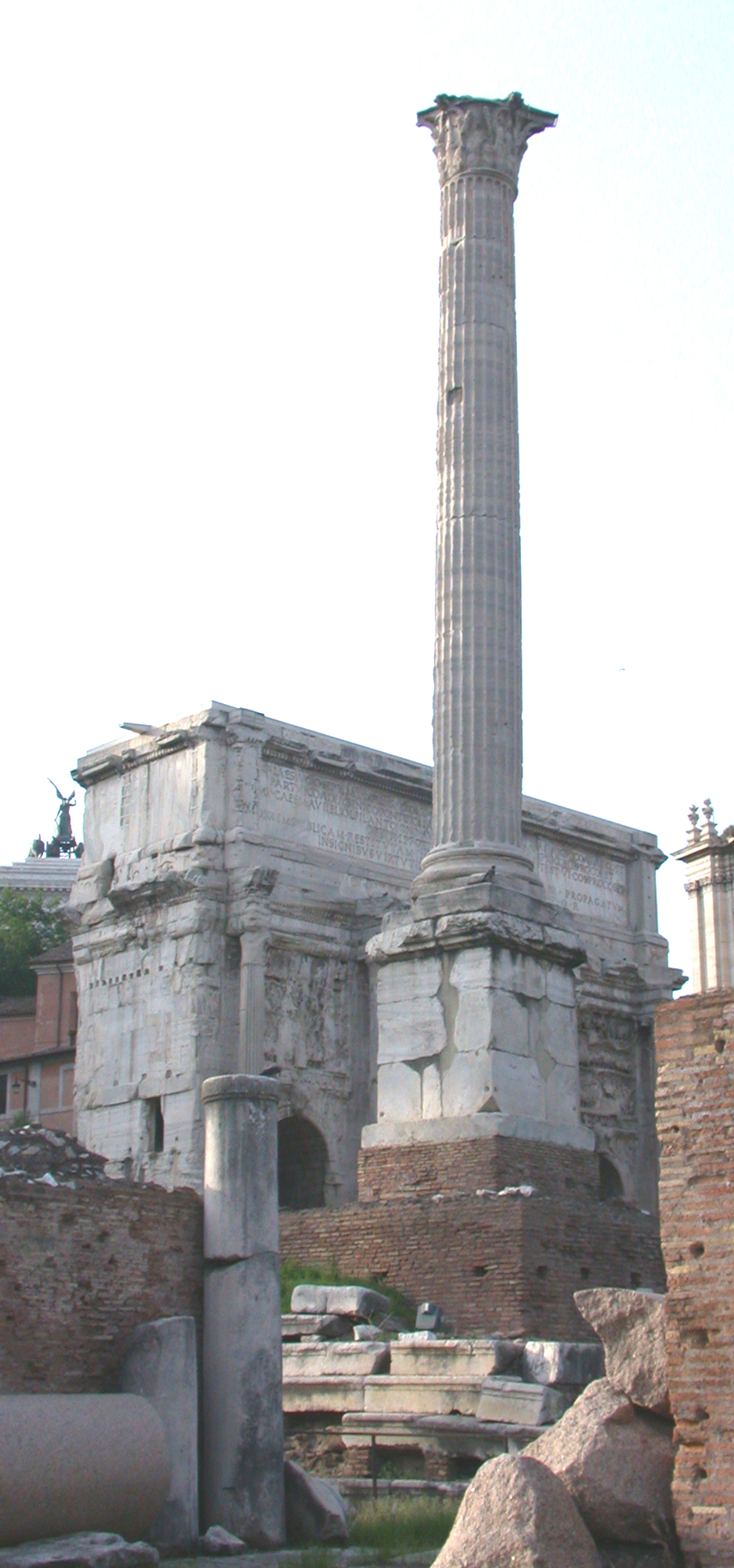
Колона Фоки (на задньому плані Арка Септімія Севера)

Колона Фоки (італ. Colonna di Foca) — коринфська колона в Римі. Споруджена в 608 році на Римському форумі перед Ростра і присвячена в 608 візантійському імператорові Фоці (602—610). Стала останнім доповненням до архітектурного комплексу Римського форуму.

## Історія
Колона 13,6 м висотою створена в II столітті. Вона встановлена на чотирикутному п'єдесталі з білого мармуру, який спочатку використовували для монументу на честь Діоклетіана. Напис на північній стороні повідомляє, що монумент присвятив 1 серпня 608 року Равеннский екзарх Смарагд імператорові Фоці, встановивши на вершині колони його золоту статую. 

## Напис
лат. „Optimo clementiss[imo piissi]moque / principi domino n[ostro] / F[ocae imperat]ori / perpetuo a d[e]o coronato, [t]riumphatori / semper Augusto / Smaragdus ex praepos[ito] sacri palatii / ac patricius et exarchus Italiae / devotus eius clementiae / pro innumerabilibus pietatis eius beneficiis et pro quiete / procurata Ital[iae] ac conservata libertate / hanc sta(tuam maiesta)tis eius / auri splend(ore fulge)ntem huic / sublimi colu(m)na(e ad) perennem / ipsius gloriam imposuit ac dedicavit / die prima mensis Augusti, indict[ione] und[icesima] / p[ost] c[onsulatum] pietatis eius anno quinto“
«Найкращому, милосердному та благочестивому принцепсу, нашому пану Фоці, беззмінному імператору, богом вінчаному тріумфатору, постійному августу Смарагду, колишній дворецький імператорського палацу, патрицій і екзарх Італії, відданий його милосердю, за численні заслуги його благочестя і за спокій, що запанував у зв'язку з виявленою по відношенню до Італії турботою і збереженню свободи, цю статую його величі, сяючу блиском золота, поставив на цю високу колону ради вічної його слави і освятив в перший день місяця серпня, сьомого року проголошення його паном, в п'ятий рік після консульства його благочестя» 

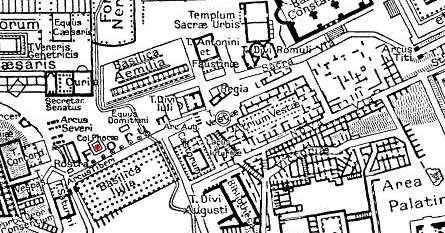
Римський Форум, Колона Фоки позначена червоним

Причина, по якій Фока удостоївся від екзарха таких почестей, не відома. Часто нею вважають вподобу Фоки римськими папами, в тому числі передачу Боніфацію IV Пантеону, освяченого в 609 році як церква всіх мучеників, заборона константинопольському патріарху іменуватися «Вселенським» та ін. Припускають, що пам'ятник був встановлений на знак відданості імператору Рима, якому в той час загрожували лангобарди; або був виразом особистої вдячності Смарагда Фоці, що повернув йому владу екзарха.
У 610 році Фока скинутий, всі його зображення почали цілеспрямовано знищуватися. За наказом нового імператора Іраклія наприкінці 610 року з колони скинута статуя, напис затертий. 
У Середньовіччя, коли форум прийшов у запустіння і був заповнений породою, змитою зі схилів найближчих пагорбів, сама колона залишалася цілою і продовжувала височіти над поверхнею землі. П'єдестал виявився похований під наносами. Наприкінці XVIII століття він був від них розчищений.

## Галерея
|  |  |  |